# فينيرا 7
فينيرا 7 هو مسبار فضاء سوفيتي أطلق ضمن مشروع فينيرا لاستكشاف كوكب الزهرة. وبعد هبوطه على سطح الزهرة بنجاح وإرسال بيانات إلى الأرض أصبح أول مركبة فضائية تنجح في الهبوط على كوكب آخر وترسل بيانات استكشافية منه.
- تاريخ الأطلاق 17 أغسطس 1970 عند الساعة 05:38 بالتوقيت العالمي
- كتلته على مداره 1180 كيلوغرام
- كتلة مركبة الهبوط 495 كيلوغرام

دخل الغلاف الجوي للزهرة في 15 ديسمبر 1970 وهبط على سطح الزهرة في نفس اليوم عند الساعة 05:34:10 حسب التوقيت العالمي.
نجحت وحدة البث من إرسال إشارة إلى الأرض لمدة 35 دقيقة. لكنه توقف فجأة عن العمل. وبعد عدة أسابيع أستقبلت إشارة ضعيفة منه لمدة 23 دقيقة. ويعتقد أنه من الممكن أن المركبة هبطت بوضع جانبي وكانت وضعية الهوائي غير مناسبة لإرسال الإشارة بشكل جيد إلى الأرض
.